# Papirus Oxyrhynchus 48
Papirus Oxyrhynchus 48 oznaczany jako P.Oxy.I 48 – rękopis zawierający prośbę o wyzwolenie niewolnika napisany w języku greckim przez Achilleusa. Papirus ten został odkryty przez Bernarda Grenfella i Arthura Hunta w 1897 roku w Oksyrynchos. Rękopis został napisany 16 października 86 roku n.e. Przechowywany jest w Vaughan Library należącym do University of Dundee. Tekst został opublikowany przez Grenfella i Hunta w 1898 roku.
Manuskrypt został napisany na papirusie, na pojedynczej karcie. Rozmiary zachowanego fragmentu wynoszą 15,7 na 9,5 cm. Dokument zawiera prośbę napisaną przez Chaeremona do agoranomusa (sędziego) Oksyrynchos o wyzwolenie niewolnicy o imieniu Eufrosyne.